# Het IJ voor Amsterdam
Het IJ voor Amsterdam is een schilderij van Ludolf Bakhuizen in het Rijksmuseum in Amsterdam.

## Voorstelling
Het stelt het IJ voor Amsterdam voor met daarop verschillende schepen. Aan de golven te zien waait het flink. Op de voorgrond is een tjalk te zien met bolle zeilen. Op de achtergrond zijn enkele driemasters te zien, zowel varend als voor anker. Helemaal op de achtergrond zijn de contouren van een stad zichtbaar, die opgelicht wordt door de zon. Volgens de overlevering is dit Amsterdam. In het stadsprofiel is echter een kerk te zien die naar links is georiënteerd. De kerken in Amsterdam zijn, vanaf het IJ gezien, echter naar rechts georiënteerd (zie bijvoorbeeld de prent Profiel van Amsterdam aan het IJ). Helemaal rechts bevindt zich een havenhoofd met signaal.

## Toeschrijving
Het schilderij is rechtsonder op een drijvende ton voorzien van het monogram ‘LB’.

## Herkomst
Het werk werd in 1828 verkocht door een zekere W. Esser. Tegen het jaar 1850 was het in het bezit van Johannes Rombouts (1772-1850) in Dordrecht, die zijn kunstverzameling naliet aan zijn neef Leendert Dupper (1799-1870). Dupper breidde deze verzameling vervolgens uit en liet deze in 1870 per legaat na aan het Rijksmuseum.